# Nikolaos Morakis
Nikolaos Morakis (griechisch Νικόλαος Μοράκης, auch Dorakis (Δοράκης)) war ein griechischer Sportschütze, der an den Olympischen Sommerspielen 1896 in Athen teilnahm. Er trat im Dienstrevolverwettbewerb über 25 m an und wurde mit 205 erzielten Punkten Dritter. Ebenso trat er im Wettbewerb über 30 m mit der Pistole an, bei dem er den vierten Platz erringen konnte. Seine genauen Ergebnisse sind dabei nicht bekannt.